# Ligue 1 (Senegal)
De Ligue 1 is de hoogste voetbaldivisie van Senegal. Het werd opgericht in 1966.

## Teams seizoen 2014-15
- AS Douanes (Dakar)
- AS Génération Foot (Dakar)
- AS Pikine (Pikine)
- ASC Diaraf (Dakar)
- ASC Linguère (Saint-Louis)
- ASC Niarry Tally (Dakar)
- ASC Port Autonome (Dakar)
- ASC SUNEOR (Diourbel)
- Casa Sport (Ziguinchor)
- Diambars FC (Salyl)
- Teungueth FC (Guédiawaye)
- Touré Kounda Foot Pro (Mbour)
- Olympique de Ngor (Ngor)
- Stade Mbour (Mbour)
- US Ouakam (Dakar)
- US Gorée (Dakar)

## Kampioenen
- 1960: ASC Jeanne d'Arc
- 1961–63: onbekend
- 1964: Olympique Thiès
- 1965: onbekend
- 1966: Olympique Thiès
- 1967: Espoir Saint-Louis
- 1968: Foyer France
- 1969: ASC Jeanne d'Arc
- 1970: ASC Diaraf
- 1971: ASFA Dakar
- 1972: ASFA Dakar
- 1973: ASC Jeanne d'Arc
- 1974: ASFA Dakar
- 1975: ASC Diaraf
- 1976: ASC Diaraf
- 1977: ASC Diaraf
- 1978: US Gorée
- 1979: AS Police
- 1980: SEIB
- 1981: US Gorée
- 1982: ASC Diaraf
- 1983: SEIB
- 1984: US Gorée
- 1985: ASC Jeanne d'Arc
- 1986: ASC Jeanne d'Arc
- 1987: SEIB
- 1988: ASC Jeanne d'Arc
- 1989: ASC Diaraf
- 1990: UCST Port Autonome
- 1991: UCST Port Autonome
- 1992: ASEC Ndiambour
- 1993: AS Douanes
- 1994: ASEC Ndiambour
- 1995: ASC Diaraf
- 1996: SONACOS
- 1997: AS Douanes
- 1998: ASEC Ndiambour
- 1999: ASC Jeanne d'Arc
- 2000: ASC Diaraf
- 2001: ASC Jeanne d'Arc
- 2002: ASC Jeanne d'Arc
- 2003: ASC Jeanne d'Arc
- 2004: ASC Diaraf
- 2005: UCST Port Autonome
- 2006: AS Douanes
- 2007: AS Douanes
- 2008: AS Douanes
- 2009: ASC Linguère
- 2010: ASC Diaraf
- 2011: US Ouakam
- 2012: Casa Sport FC
- 2013: Diambars FC
- 2014: AS Pikine
- 2015: AS Douanes
- 2016: US Gorée
- 2017: AS Génération Foot
- 2018: ASC Diaraf
- 2019: AS Génération Foot
- 2020: competitie niet afgewerkt
- 2021: Teungueth FC
- 2022: Casa Sport FC
- 2023: AS Génération Foot